# Solange Cicurel
Pour les articles homonymes, voir Cicurel.
Solange Cicurel est une scénariste et réalisatrice belge.
Son premier long métrage, Faut pas lui dire, sort en 2017 et remporte le Magritte du meilleur premier film.
Le second, Adorables, sort en 2020. Son troisième long métrage TKT (T'inquiète) (nl) sort en 2024.

## Filmographie
- 2010 : Einstein était un réfugié (court métrage)
- 2017 : Faut pas lui dire (scénario et réalisation), avec Jenifer.
- 2020 : Adorables (scénario et réalisation) avec Elsa Zylberstein.
- 2024 : TKT (T'inquiète) (nl) (scénario et réalisation) avec Emilie Dequenne.

## Distinctions
2018 : Magritte du meilleur premier film pour Faut pas lui dire.